# شاين هورتون
شاين هورتون (بالإنجليزية: Shane Horton)‏ هو لاعب كرة قدم أمريكية ولاعب كرة قدم كندية أمريكي، ولد في 25 يوليو 1988 في لوس أنجلوس في الولايات المتحدة.